# Karhujärvi (sjö i Finland, Lappland, lat 69,20, long 27,05)
Karhujärvi är en sjö i Finland. Den ligger i kommunen Enare i landskapet Lappland, i den norra delen av landet, 1 000 km norr om huvudstaden Helsingfors. Karhujärvi ligger 204 meter över havet. Arean är 31,4 hektar och strandlinjen är 3,6 kilometer lång. Sjön  ingår i Pasvik älvs huvudavrinningsområde. 